# Gyermekek szigete
A Gyermekek szigete (Dětský ostrov) a Moldva egyik, csaknem a folyó bal partjához simuló és ezért Prága Smíchov városrészéhez tartozó szigete a Légió hídtól (Most Legií) kevéssel délre, a Szláv szigettel egy vonalban.

## Története
Az első, 1355-ben kelt dokumentum arról számol be, hogy a Moldva az egész szigetet elöntötte. A sziget ekkor — majd egészen a 18. századig — a Máltai lovagrend birtoka volt, és ezért Máltai-szigetnek hívták. Miután egy prágai zsidó közösség felvásárolta, Zsidó-sziget lett. A smíchovi zsilip kialakításakor (1911–1922) hozzátoldották a Jezsuita-sziget egy részét, és ezzel jelentősen meghosszabbították. Mai területe 1,83 hektár. Bejárata (egy kis híd) eredetileg a Petrin utca (Petřínská) felől nyílott. Az átalakítással ezt elbontották, azóta az új, déli szakasz a Janáček rakpartról közelíthető meg egy kis gáton.
A város „tulajdonába került” szigeten az 1960-as években játszótereket és különféle sportpályákat létesítettek, ekkor változtatták a nevét Gyermekek szigetére.

## Parkja, építményei
A sziget nagy része parkosított, két helyen ivókúttal. A sportpályákat és játszótereket a 2020-as években is is használják.
Északi részén 1916-ban emelték a Moldva emlékművét. Ennek 2,8 m magas főalakja magát a Moldvát szimbolizálja, talapzatának négy allegorikus domborműve (a nimfák) pedig annak mellékvizeit:
- az aranyat fürkésző lány az Otavát,
- a halas lány a Sázava folyót,
- a csokrot tartó lány a Lužnice folyót,
- a fogaskerekes lány pedig a Berounkát.

Az art déco stílusú kompozíció Josef Václav Pekárek  (1873–1930) szobrász, éremművész munkája. Az emlékmű 1958 óta védett műemlék.
Mindenszentek ünnepe előtt ezt a folyó áldozataira emlékezve megkoszorúzzák.

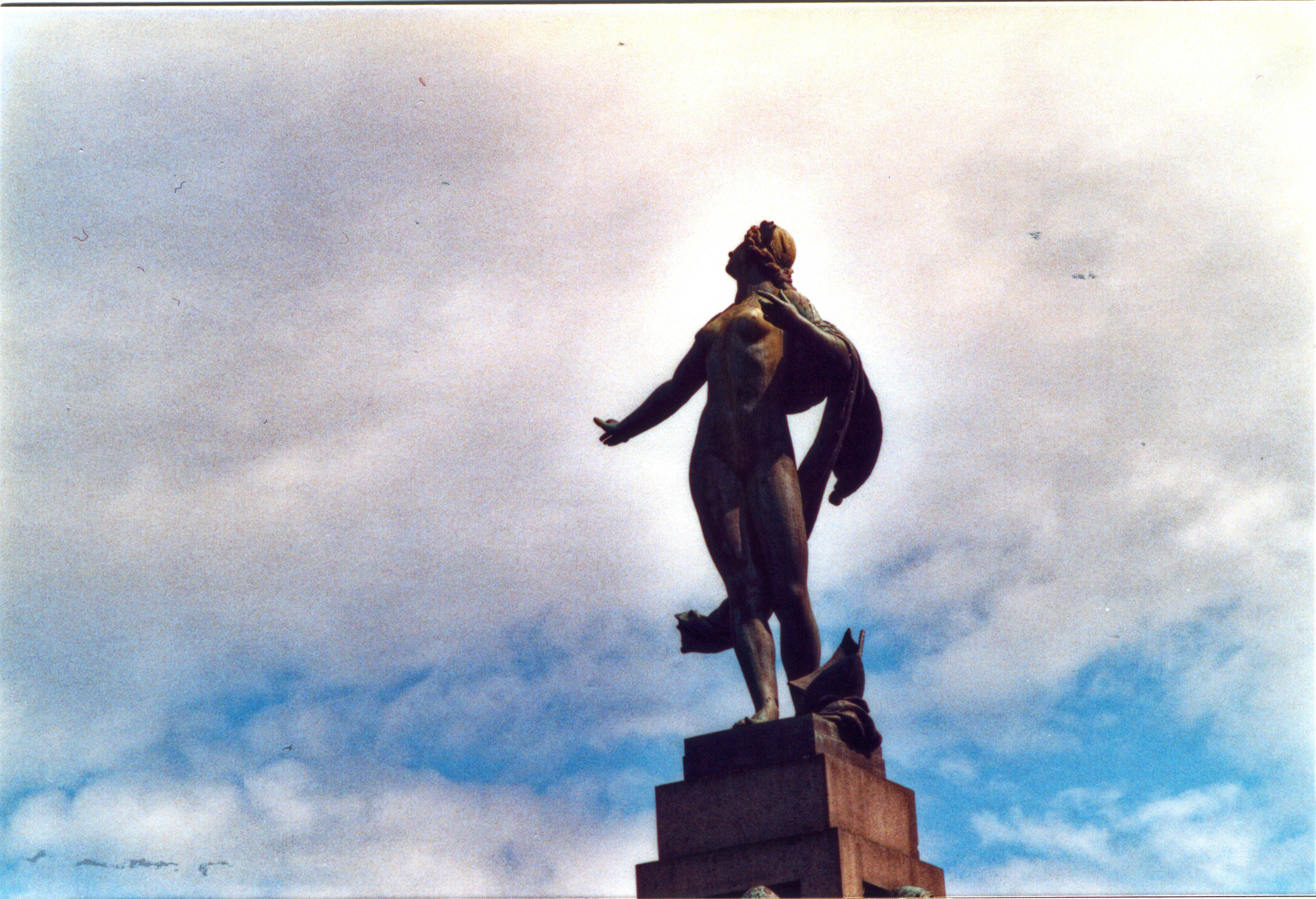
A Moldva nimfája